# Castillo de Puente del Congosto

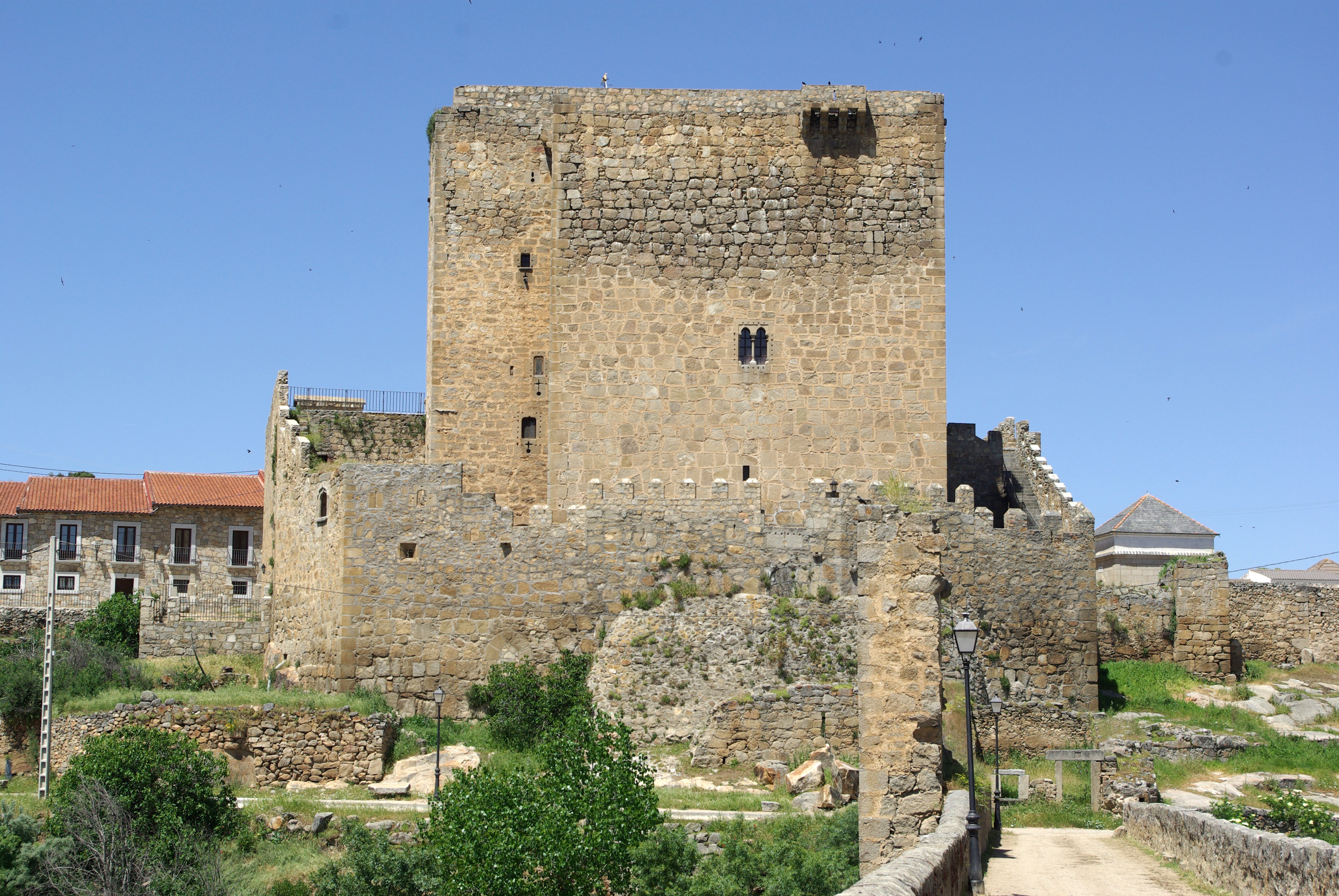
Burg von Puente del Congosto

Das Castillo de Puente del Congosto ist eine Burg in Puente del Congosto, die im 12./13. Jahrhundert errichtet wurde. Die Burg liegt in der spanischen Provinz Salamanca der Autonomen Region Kastilien und León, rund 190 Kilometer westlich von Madrid. Die Burg ist ein geschütztes Baudenkmal (Bien de Interés Cultural).
Die im Besitz des Hauses Alba befindliche Burg sichert eine Brücke über den Fluss. Der quadratische Tum der Burg mit kleinen Zwillingsfenstern wird von einem Mauerring umgeben.